# Bucaramanga
Bucaramanga je město v Kolumbii, metropole departementu Santander.
Nachází se na severovýchodě pohoří Východní Kordillery na Zlaté řece (Río de Oro). Podle odhadů z roku 2019 má 528 610 obyvatel, což ho činí osmým největším v zemi. Celá aglomerace města (včetně sousedních sídel Floridablanca, Girón a Piedecuestamá) má přes 1,16 milionu obyvatel. Od kolumbijské metropole Bogoty je vzdálena přibližně 390 km. Město má své letiště Palonegro. 
V Bucaramanze sídlí vláda departementu Santander, regionální shromáždění a agentura místního rozvoje. 

## Historie
Původním obyvatelstvem byli Guanové, zemědělci, kteří se zabývali pěstováním obilí, bavlny a ananasů. Španělská kolonizace začala v regionu poměrně pozdě, Španělé sem přišli z Girónu a založili nové sídlo listinou z 22. prosince 1622. Ve třetí čtvrtině  19. století patřili k přistěhovalcům němečtí obchodníci a dobrodruzi jako Geo von Lengerke, hledající zlato. V roce 1886 se Bucaramanga stala hlavním městem departementu namísto dosavadního Sorocca. Za občanské tzv. tisícidenní války v letech 1899-1902 bylo město zdevastováno.

## Ekonomika
Ve městě sídlí významné instituce kolumbijského ropného průmyslu.

## Památky
- Katedrála Svaté rodiny (Iglesia Sagrada Familia), od roku 1974 sídlo arcidiecéze římskokatolické církve
- Kostel sv. Petra Clavera
- Dům a muzeum Simona Bolívara

## Kultura a školství
- Palác kultury
- Muzeum moderního umění
- Univerzita

## Sport
- Fotbalový klub Atlético Bucaramanga
- Tenisový klub; pořádá např. mezinárodní ženský tenisový turnaj ITF

## Slavní rodáci
- Daniel Elahi Galán – kolumbijský tenista

## Fotogalerie

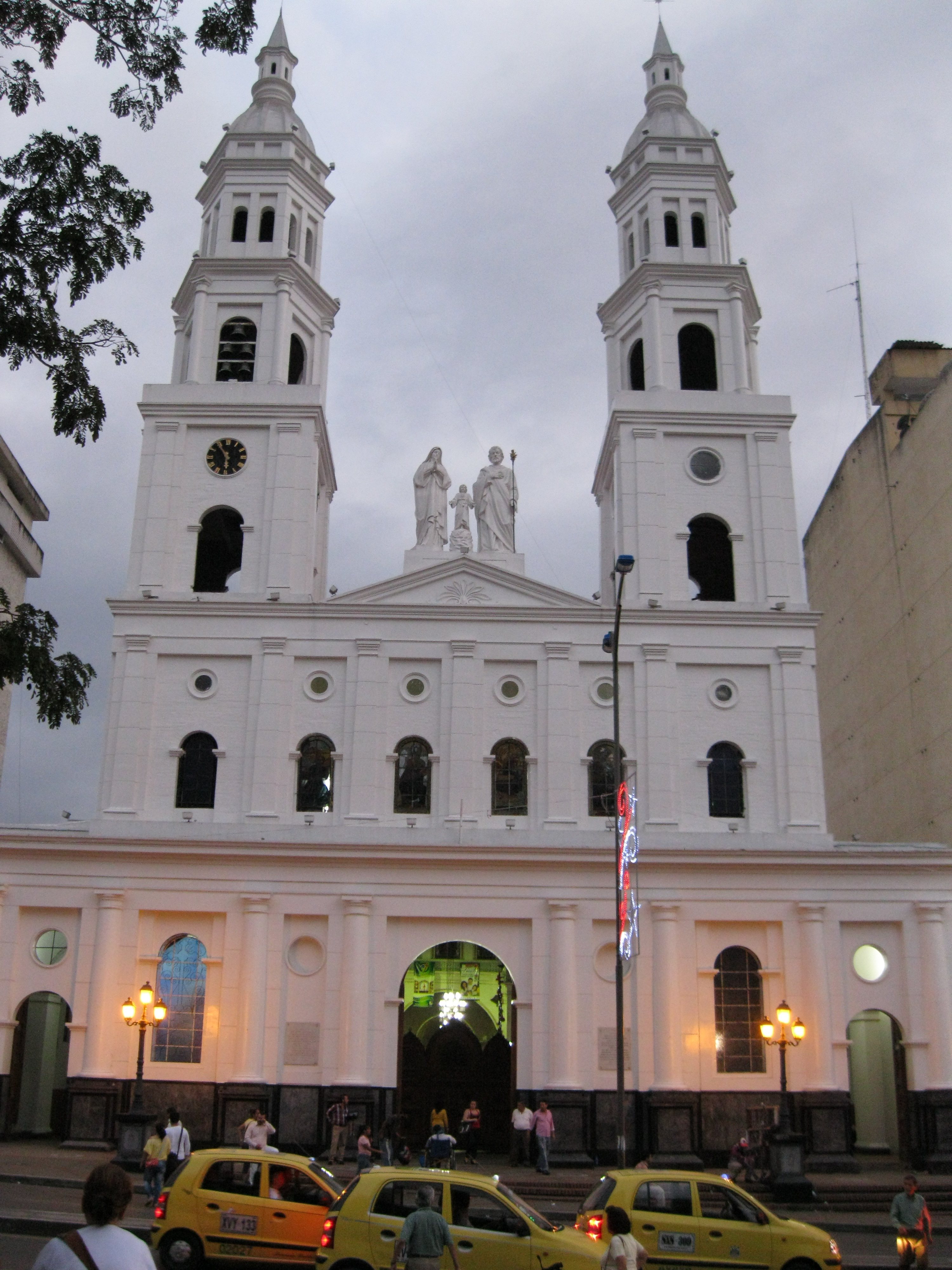
kostel Sagrada Familia
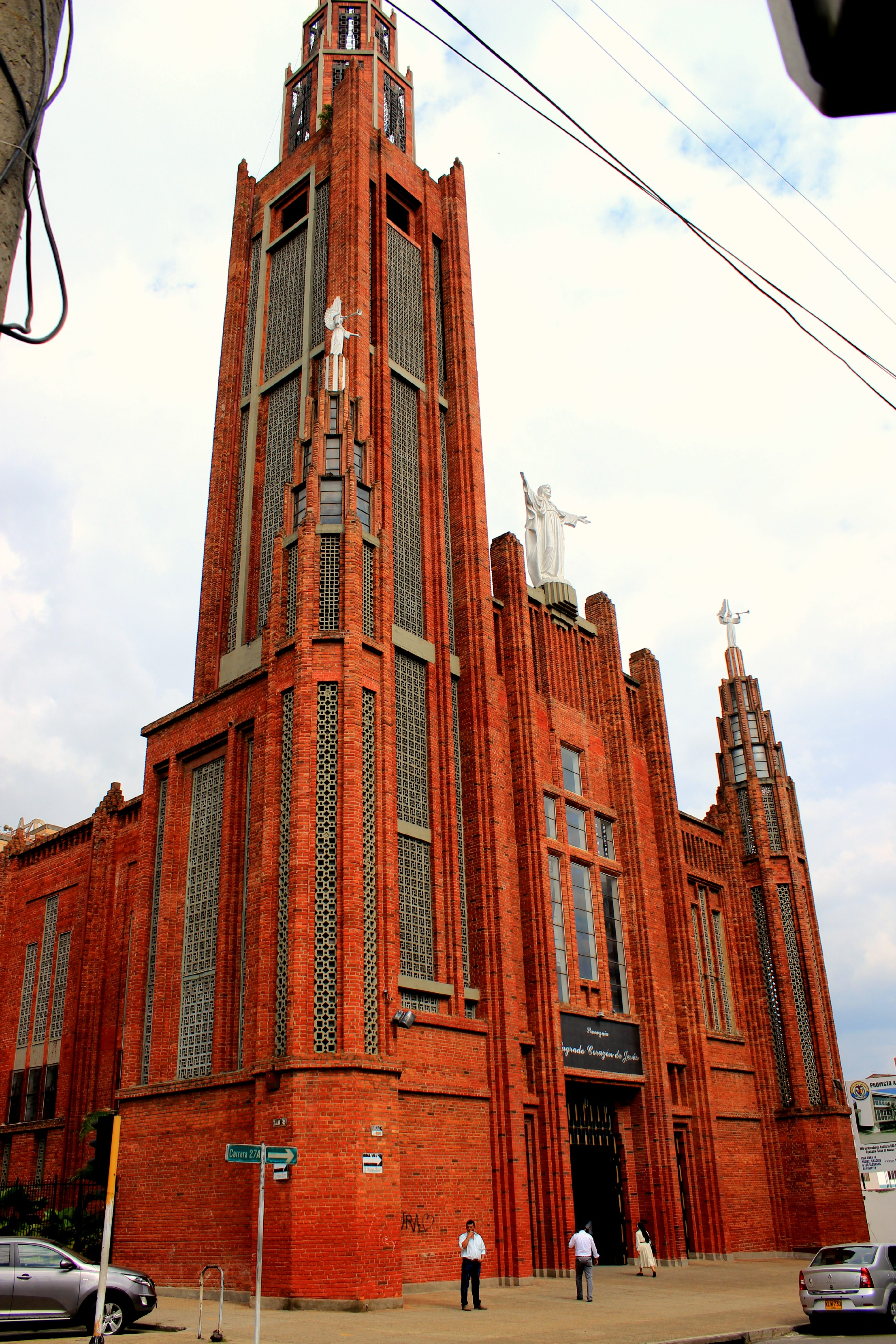
Kostel sv. Petra Clavera
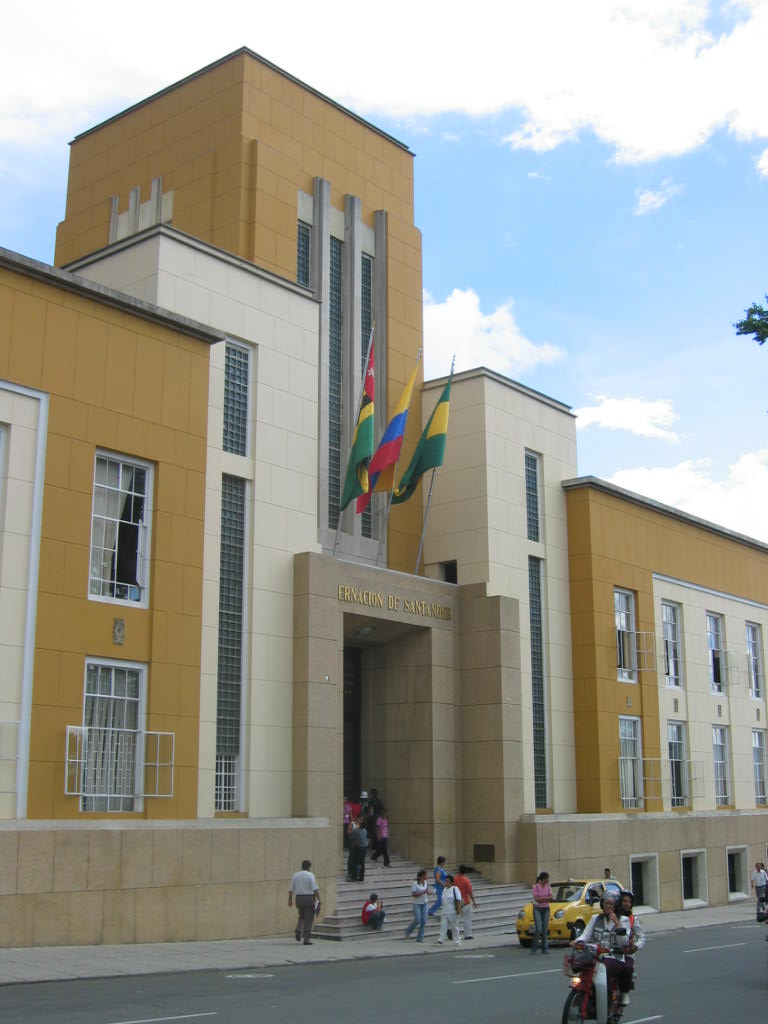
Vládní budova departementu Santander
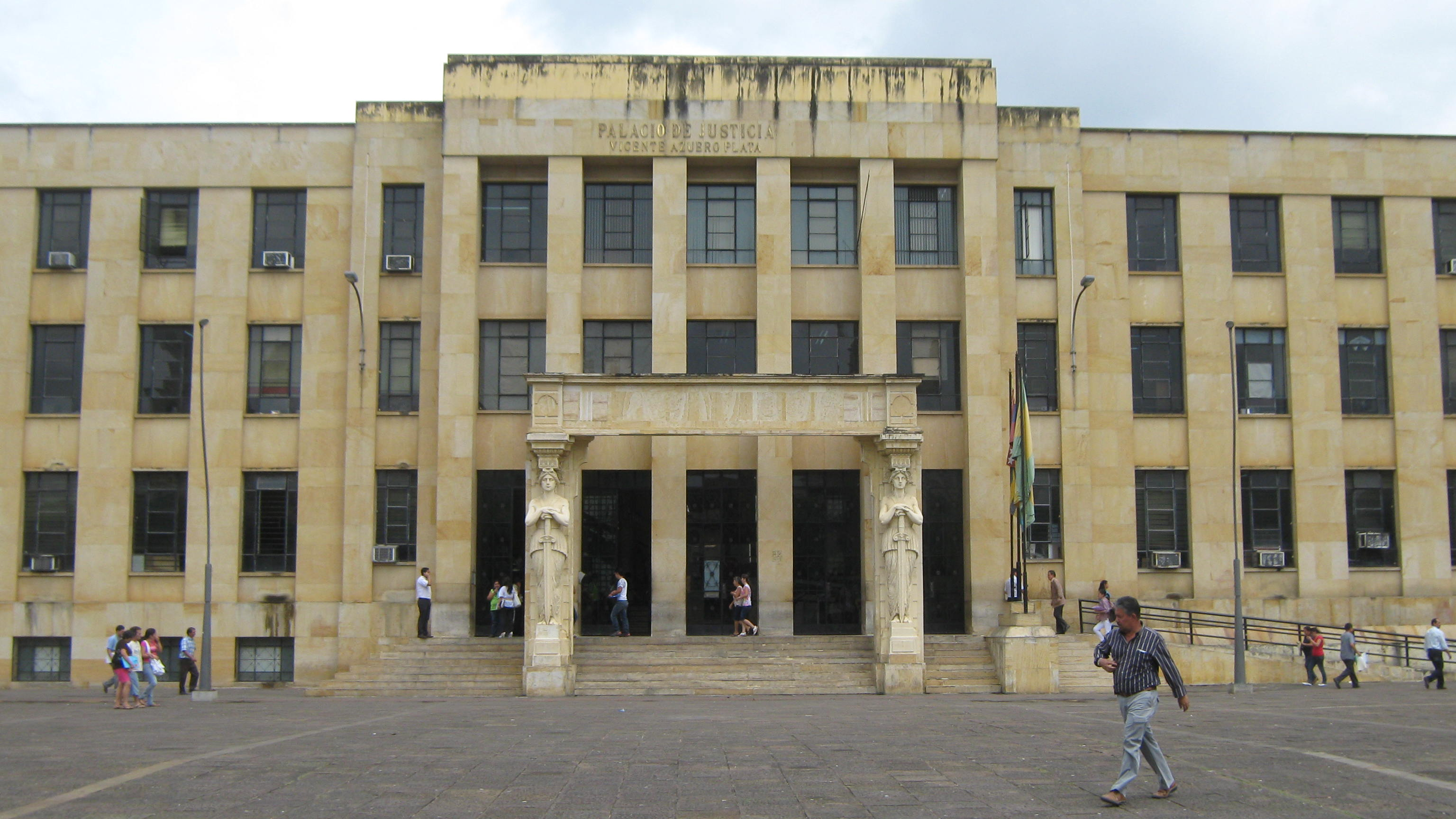
Soudní palác
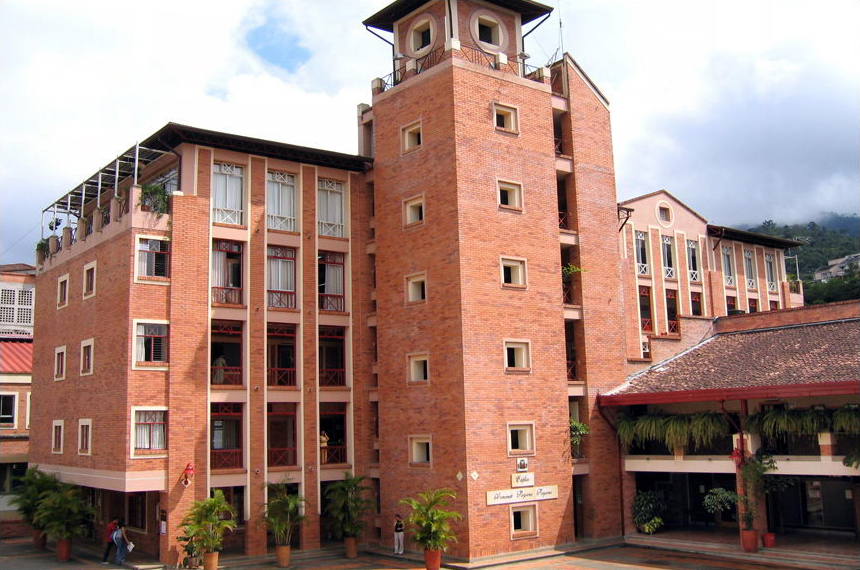
Univerzitní kampus
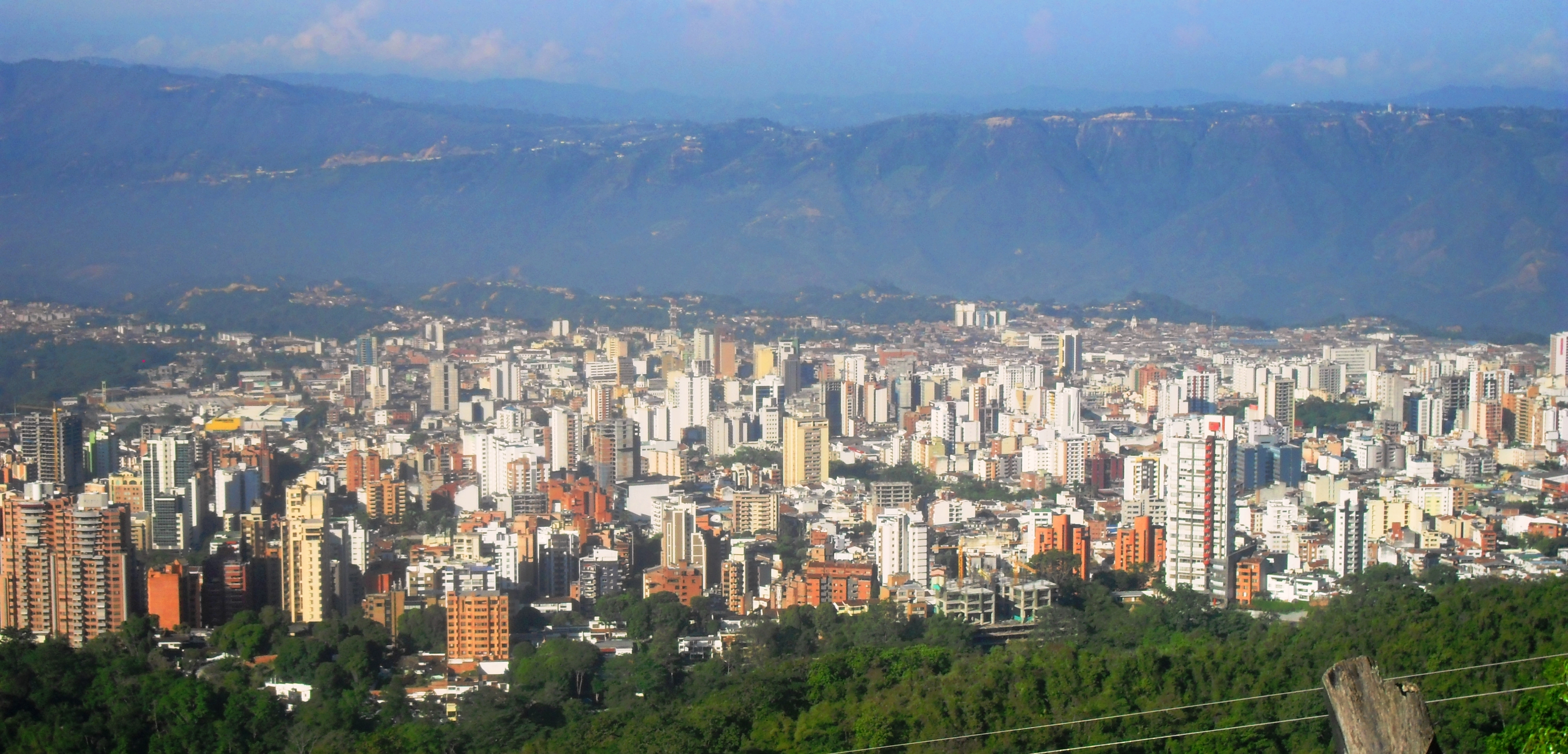
pohled na město